# U-513
U-513 – niemiecki okręt podwodny (U-Boot) typu IX C z okresu II wojny światowej. Okręt wszedł do służby w 1942 roku. Kolejnymi dowódcami byli: KrvKpt. Rolf Rüggeberg, Kptlt. Friedrich Guggenberger.

## Historia
Wcielony do 4. Flotylli U-Bootów celem szkolenia załogi, od 1 września 1942 roku w 10. Flotylli jako jednostka bojowa.
We wrześniu 1942 roku U-513 odznaczył się śmiałą akcją: wpłynął nocą do zatoki Concepcion (Nowa Fundlandia), która była miejscem koncentracji alianckich konwojów, i zatopił tam dwa duże frachtowce z ładunkiem rudy żelaza. Podczas zamieszania U-Boot został przypadkowo staranowany przez kolejny statek, w konsekwencji doznając uszkodzeń kiosku.
14 kwietnia 1943 roku powracający z rejsu do bazy w Lorient okręt spotkał się z jednostkami eskorty i innym U-Bootem U-526. Zgodnie z tradycją Rüggeberg jako starszy stopniem powinien pierwszy wpłynąć do portu. Dowódca U-526 zignorował tę zasadę; w efekcie to jego jednostka wpłynęła na minę postawioną przez brytyjski samolot i zatonęła z większością załogi.
Okręt odbył 4 patrole bojowe, podczas których zatopił 6 jednostek handlowych o łącznej pojemności 29 940 BRT, dodatkowo uszkodził dwie (13 177 BRT).
19 lipca 1943 rok U-513 został zaskoczony na powierzchni i zatopiony na wysokości São Francisco do Sul przez amerykańską łódź latającą Martin PBM Mariner. Zginęło 46 członków załogi U-Boota; siedmiu, w tym poważnie ranny dowódca (Guggenberger), zostało podjętych z tratwy ratunkowej przez okręt-bazę wodnosamolotów USS „Barnegat”.
W lipcu 2011 roku wrak U-513 został odnaleziony na głębokości 70 metrów.